# Mauricio Rivas
Mauricio Rivas Nieto (ur. 1 czerwca 1964 w Cali) – kolumbijski szpadzista, brązowy medalista mistrzostw świata.
Podczas mistrzostw świata w Hadze w 1995 roku zdobył brązowy medal w rywalizacji indywidualnej, plasując się za dwoma Francuzami: Érikiem Sreckim i Robertem Leroux. Był też między innymi dziesiąty w zawodach drużynowych na mistrzostwach świata w Kapsztadzie w 1997 roku i mistrzostwach świata w La Chaux-de-Fonds rok później.
Wystartował na igrzyskach olimpijskich w Seulu, gdzie był dziewiąty w zawodach drużynowych i dwunasty w indywidualnych. Na rozgrywanych cztery lata później igrzyskach olimpijskich w Barcelonie był indywidualnie siódmy. Następnie zajął trzynaste miejsce w tej konkurencji igrzyskach olimpijskich w Atlancie w 1996 roku. Brał również udział w igrzyskach olimpijskich w Sydney w 2000 roku, gdzie w turnieju indywidualnym był czternasty.
Ponadto na igrzyskach panamerykańskich w Indianapolis (1987) był trzeci w drużynie, na igrzyskach panamerykańskich w Hawanie (1991) zdobył drużynowo srebro, a na igrzyskach panamerykańskich w Mar del Plata (1995) i na igrzyskach panamerykańskich w Winnipeg (1999) ponownie zdobywał w tej konkurencji brązowy medal.